# 1. FFC Hof

Der 1. FFC Hof e. V. ist ein Sportverein aus Hof (Saale), welcher im April 2008 gegründet wurde. Der Verein ist ein reiner Frauenfußball-Club, der erste seiner Art in Oberfranken. Vorgänger des Vereins war die Frauenabteilung des FSV Unterkotzau. Die erste Mannschaft des FFC spielte seit der Saison 2022/23 drei Spielzeiten in der drittklassigen Regionalliga Süd. 2025 stieg man als Tabellenletzter in die Bayernliga ab. Der Verein ist Mitglied im Bayerischen Fußball-Verband. Seine Heimspiele trägt der FFC im städtischen „Ossecker Stadion“ aus.

## Geschichte und Erfolge
Nachdem einige Frauen in verschiedenen Hofer Vereinen aktiv waren, gab es ab 1982 ein wöchentliches Training und einige Freundschaftsspiele für die fußballbegeisterten Damen. 1985 meldete der BSV Unterkotzau (heute FSV Unterkotzau) eine Frauenmannschaft in der Bezirksliga an. 1992 wurde der FFC als erster nordbayerischer Verein Bayerischer Meister im Frauenfußball, verpasste allerdings den Aufstieg in die Bundesliga. Nach dem Rücktritt wichtiger Persönlichkeiten im Verein war der Abstieg in die unterste Spielklasse unvermeidlich. Am Saisonende 2006/07 gelang der Aufstieg in die Landesliga Nord. Nach der Gründung des 1. FFC Hof e.V. im Jahr 2008 ging es sportlich gesehen nur noch bergauf, ehe man schließlich in die Regionalliga aufstieg, in welcher man noch heute spielt. Außerdem gewann der FFC zwischen 2012 und 2014 dreimal die Bayerische Hallenmeisterschaft der Frauen, dies gelang vorher noch keiner anderen Mannschaft des Freistaates.